# Боязнь числа 39
Боязнь числа 39 — распространённое в Афганистане неприятие числа 39, основанное на том, что это число ассоциируется с проституцией.

## Происхождение
В 2011 году иностранные средства массовой информации сообщили о поверье. По распространённой легенде, число 39 стало ассоциироваться с проституцией из-за гератского сутенёра, который якобы жил в квартире номер 39 и у которого была машина с номером, включавшим число 39. По другим данным, табу на число 39 существовало в Герате долгие годы, а распространилось по другим городам Афганистана благодаря улучшению доступа к интернету и использованию мобильных телефонов. Есть также мнение, что слухи распространяли автосалоны и члены организованных преступных группировок, чтобы дёшево скупать машины с номерами 39 и перепродавать их за более высокую цену после смены номера. В свою очередь, глава объединения кабульских автодилеров возлагает вину на коррумпированных офицеров полиции. Ещё одна версия гласит, что число 39 созвучно словосочетанию «мёртвая корова» и обозначает сутенёра на местном сленге.

## Число 39 в автомобильных номерах
В Афганистане ассоциация с сутенёром является оскорбительной: именование человека сутенёром может повлечь смертельные последствия. Обладателей автомобильных номеров с числом 39 нередко дразнят другие автомобилисты, уличные дети, однокурсники и друзья. Ахмад Гафор, кабульский таксист с соответствующим номером автомобиля, говорит, что ситуация осложняется ещё больше, если он подвозит женщин. Обладатели таких номеров часто пробивают отверстия в цифре «3», чтобы она стала похожа на «8», прикрывают номера куском пластика или даже закрашивают их.
В 2011 году ситуация осложнилась тем, что отдел дорожной полиции Кабула стал выдавать при регистрации автомобилей исключительно номера, начинающиеся на 39 (ранее использовалась серия, начинавшаяся на 38). После этого количество посетителей отдела сильно сократилось: по словам заместителя главы дорожной полиции Кабула, в отдел стало заходить 2-3 человека в день, хотя ранее ежедневно регистрировали 70-80 номеров. По словам жителей Кабула, номер без нежелательного числа можно получить за взятку в 230—500 $, а при продаже машин, чей номер содержит 39, приходится делать скидку в несколько тысяч долларов США. Тем не менее, по словам автомобилиста из другой провинции, суеверие известно не во всём Афганистане.

## Восприятие числа 39 в других случаях
Репутация числа 39 распространяется не только на автомобильные номера. Обладателям квартир с номером 39 практически невозможно продать их или сдать в аренду. Иметь почтовый ящик с этим номером тоже считается постыдным. Даже 39-летний возраст вызывает проблемы: по словам местного жителя, ему приходится говорить, что ему 40 лет без года, чтобы избежать упоминания числа 39. Те же, чей телефонный номер содержит число 39, часто получают звонки с вопросами о проститутках и нередко меняют номер либо скрывают его при вызове.
Согласно распространённому в Кабуле слуху, на парламентских выборах 2010 года был случай, когда кандидата Муллу Таракиля, у которого был номер 39 в избирательном бюллетене, стали дразнить, после чего его телохранители открыли огонь, и два человека были убиты. Впрочем, сам Таракиль отрицает, что его телохранители кого-либо убили. Несмотря на резко отрицательное отношение жителей Афганистана к числу 39, Таракиль успешно переизбрался.
В 2011 году суеверие повлияло даже на работу лойи-джирги — афганского совета старейшин. Делегаты лойи-джирги разделились на 40 комитетов, чтобы обсудить отношения с США и возможное примирение с Талибаном, но многие делегаты отказались состоять в комитете № 39. Хотя делегат с севера страны пытался обратить внимание собравшихся на то, что перед лойей-джиргой стоят более важные вопросы, номер комитета пришлось заменить на 41.
21 марта 2011 года наступил 1390 год по официальному календарю Афганистана, что означает целое десятилетие с нежелательным числом в дате.

## Реакция
Афганские власти предприняли попытки доказать, что число 39 — самое обыкновенное. Так, отдел дорожной полиции Кабула вывесил объявления, где приводились упоминания числа 39 в Коране и замысловатая математическая формула, позволяющая вывести число из имени Аллаха. Глава отдела организовал круглый стол по проблеме числа 39 на афганских телеканалах. Участвовавший в этой дискуссии афганский математик Седик Афган заявил, что любое слово можно вывести с использованием нумерологии, независимо от того, является ли оно оскорбительным. По словам видных афганских имамов, также принявших участие в круглом столе, ассоциировать число 39 с проституцией грешно, поскольку это число встречается в 57 сурах Корана.